# Айхель, Ганс
Ганс Айхель (нем. Hans Eichel; род. 24 декабря 1941) — немецкий политик.

## Биография
Айхель родился 24 декабря 1941 года в Касселе. Его отец Рудольф был архитектором. Отучившись в родном городе, Айхель поступил Марбургский университет и в Свободный университет Берлина.
В 1975—1991 году Ганс Айхель занимал пост мэра Касселя. После он стал премьер-министром Гессена и пробыл им до 1999 года. С 1998 по 1999 год также был председателем Бундесрата. 12 апреля 1999 года вступил в должность министра финансов ФРГ. В сентябре того же года стал соучредителем форума G20.